# Associazione Calcio Macerata 1940-1941
Questa voce raccoglie le informazioni riguardanti l'Associazione Calcio Macerata nelle competizioni ufficiali della stagione 1940-1941.

## Stagione
In questa stagione l'Associazione Calcio Macerata si affaccia per la prima volta in Serie B. L'allenatore-giocatore era uno del "trio delle meraviglie" del Torino: Gino Rosetti, mentre suo fratello Giuseppe Rossetti era il Direttore Tecnico.
L'inizio della stagione è buono, addirittura fino alla decima giornata (4-0 ai danni della Reggiana) la squadra era nelle parti alte della classifica. Un disastroso girone di ritorno, dove arrivò ultima, la condannò alla retrocessione. Nel corso dell'annata, la compagine marchigiana, si toglie la soddisfazione di battere il Liguria (2-1), l'Udinese (5-3) e l'Hellas Verona (2-1); disastroso fu invece il cammino lontano dallo Stadio della Vittoria - "Campo dei Pini". In trasferta, infatti, ottennero solo due pareggi: a Siena (0-0) e ad Udine (1-1).
La stagione di Coppa Italia non fu brillante come la precedente, dove i biancorossi furono la sorpresa dell'anno. Questa volta la squadra viene eliminata, al terzo turno eliminatorio, dopo la sconfitta casalinga per 1-2 contro il Siena.

## Divise
Nella stagione 1940-1941 l' A.C. Macerata sfoggiò come divisa casalinga una maglia rossa con pantaloncini bianchi e calzettoni rossi, il completo pur rispettando i colori era differente da quella tradizionale a strisce. L'uniforme da trasferta riprendeva i colori dei primi anni di vita del club: maglia azzurra, pantaloncini blu scuro e calzettoni biancorossi.
| Casa | Trasferta |

## Rosa
| N. |                   | Ruolo | Calciatore                   |
| -- | ----------------- | ----- | ---------------------------- |
|    | Italia (bandiera) | P     | Silvano Agliati              |
|    | Italia (bandiera) | D     | Angeletti                    |
|    | Italia (bandiera) | A     | Francesco Baldoni            |
|    | Italia (bandiera) | C     | Renato Belelli               |
|    | Italia (bandiera) | C     | Luigi Bellini                |
|    | Italia (bandiera) | C     | Nicola Bruscantini           |
|    | Italia (bandiera) | C     | Erminio Cartoni              |
|    | Italia (bandiera) | A     | Francesco De Felice          |
|    | Italia (bandiera) | D     | Alberto Del Fava             |
|    | Italia (bandiera) | D     | Lino Giacomozzi              |
|    | Italia (bandiera) | D     | Renato Mancini               |
|    | Italia (bandiera) | C     | Giovanni Vittorio Marcorelli |
|    | Italia (bandiera) | A     | Alberto Milli                |
|    | Italia (bandiera) | D     | Renato Morlupi               |

| N. |                   | Ruolo | Calciatore          |
| -- | ----------------- | ----- | ------------------- |
|    | Italia (bandiera) | C     | Mario Palazzi       |
|    | Italia (bandiera) | D     | Lepanto Pesciaioli  |
|    | Italia (bandiera) | P     | Giuseppe Pierluigi  |
|    | Italia (bandiera) | D     | Aldo Querci         |
|    | Italia (bandiera) | A     | Gino Rossetti (cap) |
|    | Italia (bandiera) | C     | Carlo Sfrappini     |
|    | Italia (bandiera) | C     | Bruno Sfrappini     |
|    | Italia (bandiera) | D     | Giovanni Tombesi    |
|    | Italia (bandiera) | D     | Albero Trau         |
|    | Italia (bandiera) | A     | Dante Trillini      |
|    | Italia (bandiera) | C     | Ruggero Trillini    |
|    | Italia (bandiera) | A     | Aldo Valli          |
|    | Italia (bandiera) | C     | Ettore Vecchietti   |